# Iris Apatow
Iris Apatow (Los Banos, 12 ottobre 2002) è un'attrice statunitense nota per il ruolo di Arya Hopkins nella serie di Netflix Love e quello di Krystal Kris in Nella bolla.

## Biografia
Iris Apatow è nata a Los Banos, California, dal regista Judd Apatow e dall'attrice Leslie Mann; in una famiglia di discendenze ebraiche da parte di padre e finlandesi da parte di madre. Ha una sorella maggiore, Maude, anch'essa attrice, e con la quale ha debuttato all'età di soli cinque anni, sul set del film Molto incinta, diretto da suo padre.
Negli anni successivi ha avuto nuovamente delle apparizioni nei film Funny People e Questi sono i 40, sempre diretti dal padre, per poi vestire dal 2016 al 2018 il ruolo ricorrente di Arya Hopkins nella serie di Netflix Love. Nel 2021 si è diplomata al liceo.

## Vita privata
Apatow è molto amica della cantautrice Billie Eilish e delle influencer Charli D'Amelio e Avani Gregg, mentre la sua migliore amica è la cantautrice Olivia Rodrigo. Ha inoltre avuto una breve relazione con Ryder Robinson, figlio dell'attrice Kate Hudson e del cantante Chris Robinson.

## Filmografia

### Attrice

#### Cinema
- Molto incinta (Knocked Up), regia di Judd Apatow (2007)
- Funny People, regia di Judd Apatow (2009)
- Questi sono i 40 (This Is 40), regia di Judd Apatow (2012)
- Nella bolla (The Bubble), regia di Judd Apatow (2022)
- Vodka, regia di Roxy Sorkin - cortometraggio (2022)
- Young Werther, regia di José Lourenço (2024)

#### Televisione
- Love – serie TV, 13 episodi (2016-2018)
- Unstable – serie TV, 8 episodi (2024-in corso)

#### Videoclip musicali
- Sonora degli Spendtime Palace, regia di Finn Wolfhard e Josh Ovalle (2017)[14]
- Bad Idea Right? di Olivia Rodrigo, regia di Petra Collins (2023)[15]

### Doppiatrice
- Sausage Party - Vita segreta di una salsiccia (Sausage Party), regia di Greg Tiernan e Conrad Vernon (2016)

## Doppiatrici italiane
Nelle versioni in italiano delle opere in cui ha recitato, Iris Apatow è stata doppiata da:
- Lucrezia Marricchi in Molto incinta
- Agnese Marteddu in Funny People
- Arianna Vignoli in Questi sono i 40
- Emanuela Ionica in Love
- Veronica Puccio in Nella bolla
- Sara Labidi in Unstable